# Turany nad Ondavou
Turany nad Ondavou és un poble i municipi d'Eslovàquia. Es troba a la regió de Prešov, al nord del país.

## Història
La primera referència escrita de la vila data del 1567.

## Demografia
| Godina             | 1994 | 2004   | 2014   | 2024    |
| ------------------ | ---- | ------ | ------ | ------- |
| Nombre de persones | 409  | 402    | 388    | 345     |
| Diferència         |      | −1,71% | −3,48% | −11,08% |

| Godina             | 2023 | 2024   |
| ------------------ | ---- | ------ |
| Nombre de persones | 347  | 345    |
| Diferència         |      | −0,57% |

## Persones il·lustres
- Marika Gombitová (1956): cantant i compositora eslovaca.